# Philippe Vercruysse
Philippe Vercruysse (28 de gener de 1962) és un exfutbolista francès.

## Selecció de França
Va formar part de l'equip francès a la Copa del Món de 1986.